# Curidia debrogania
Curidia debrogania is een vlokreeftensoort uit de familie van de Ochlesidae. De wetenschappelijke naam van de soort is voor het eerst geldig gepubliceerd in 1983 door Thomas.